# Reichenbach (Landkreis Cham)

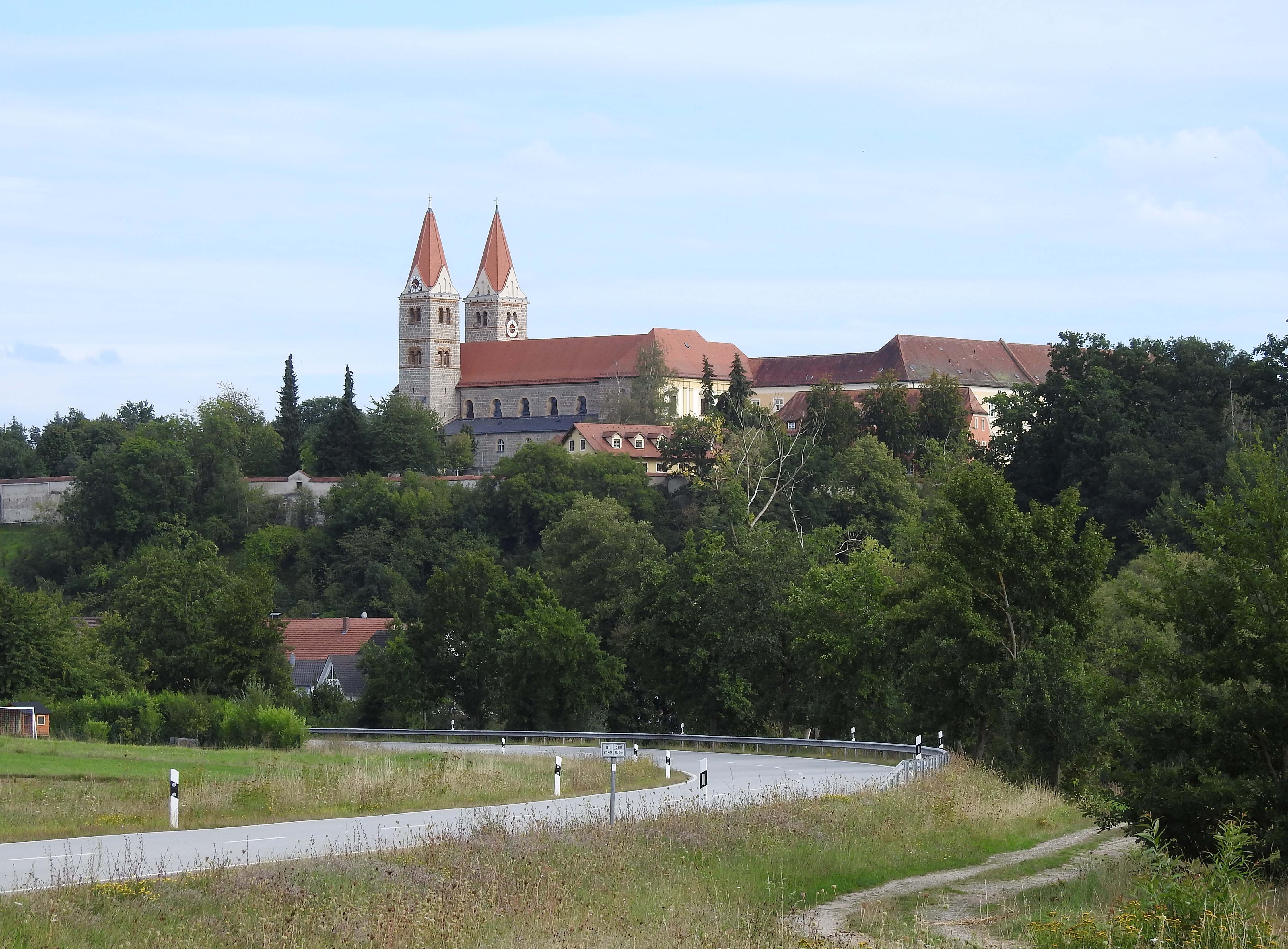
Reichenbach von Nordwesten

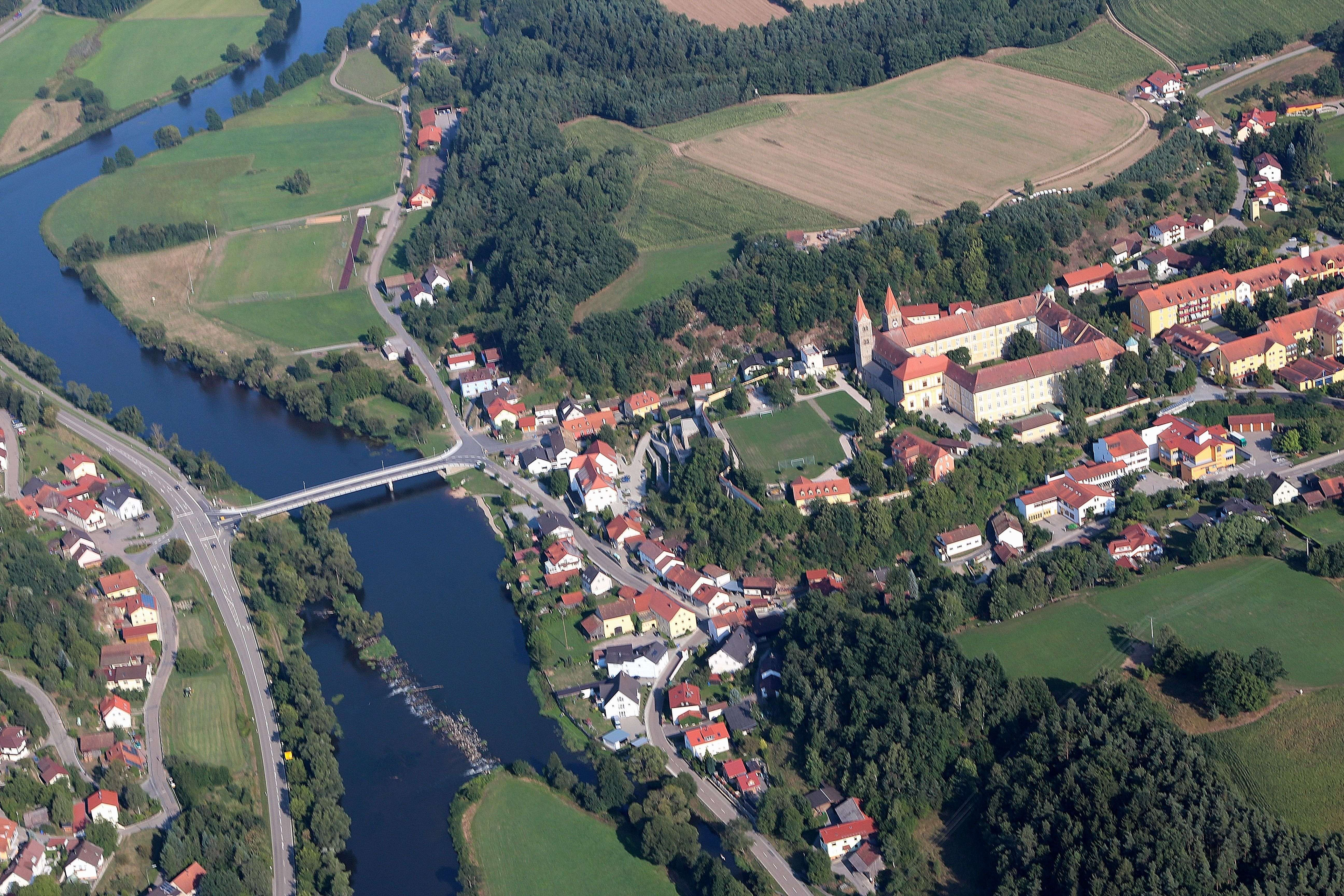
Reichenbach (2013)

Reichenbach ist eine Gemeinde im Oberpfälzer Landkreis Cham. Die Gemeinde ist Mitglied der Verwaltungsgemeinschaft Walderbach.

## Geografie

### Geografische Lage
Reichenbach liegt im Falkensteiner Vorwald, im mittleren Regental, am Fluss Regen.

### Nachbargemeinden
Im Norden und Osten: Gemeinde Walderbach

Im Süden: Gemeinde Wald

Im Westen: Stadt Nittenau (Lkr. Schwandorf)

### Gemeindegliederung
Es gibt sieben Gemeindeteile:
Kienleiten ist ein Gemeindeteil der Gemeinde. mundartlich: khüi(n)laitn/kinleitn; seit '1555. Frühere Ortsnamen: Khuenleuthen oder Khienleiten. Erklärung des Ortsnamens: Althochdeutsch hilta, lita, mittelhochdeutsch lite die Leite, der Berghang. Das Wort chien (althochdeutsch) bedeutet Kiefernharz, die Kiefer, die Kienföhre. Wie es eine Bach- oder eine Birkenleite gibt, so hier eine „Kienleite“, eine Siedlung an einem Berghang, der mit Kiefern bestanden ist. Kienleiten war einst Besitz von Walderbach.
Heimhof ist ein Weiler, Gemarkung Tiefenbach. mundartlich: haimhof; seit ca. '1125. Frühere Ortsnamen: 1125 Heiminghoven; 1378 Heimhof; 1668 Haimbhoff; 1670 Heimhof. Erklärung des Ortsnamens: „Bei den Höfen, bzw. beim Hof eines Heimo, Haimo.“ Der Weiler gehörte einst zum Besitz des Klosters Reichenbach.
Windhof ist ein Weiler, Gemarkung Tiefenbach. mundartlich: Windhof, Windin; seit '1249'.Früherer Ortsname: 1667 Windahoff. Erklärung des Ortsnamens: Der Hof liegt an der Höhenbedachung vom hochgelegenen Roßbach nach dem Regen zu, die den Winden jeder Art vollkommen offensteht. Windhof ist also ein Hof an einer den Winden besonders ausgesetzten Stelle.
Kaltenbach ist eine Einöde. mundartlich: kholtbo/kholtboch; seit '1270'. Früherer Ortsname: 1270 Chaltenbach, 1378 Die Lo des Kaltenbachs. Erklärung des Ortsnamens: Der Name entstand durch den Bachlauf „Kaltenbach“, der aus dem Walderbacher Forst entspringt und westlich von Reichenbach in den Regen mündet. Die Siedlung am kalten Bach.
Hochgart ist eine Einöde, Gemarkung Reichenbach. mundartlich: hougoat. Erklärung des Ortsnamens: Von Althochdeutsch gart „eingefriedetes Grundstück, eingefriedetes Landgut“, aber auch „Einfriedung, der Garten“. „Hoch“ deutet auf die hohe Lage auf dem gegen das Regental verlaufende Pfaffenstein hin. Siedlung bei einem durch Umzäunung geschützten Garten oder Siedlung auf einem durch Zaun geschützten Landgut. Die Einöde gehörte zu der Gemeinde Walderbach und liegt östlich des Klosters Reichenbach. Hochgart dürfte wegen seiner unmittelbaren Nähe beim Kloster Reichenbach einst ein Teil des unter eigenem Betrieb stehenden Klostergutes gewesen sein.
Linden ist ein Weiler, Gemarkung Tiefenbach. mundartlich: lintn/lindn seit '1249'. Frühere Ortsnamen: 1249 Linda; 1498 Linter velder und gründt. Erklärung des Ortsnamens: Der Baum- und Waldbestand der früheren Wälder gab vielfach den Fluren und Siedlungen ihre Namen, so auch dem Ort Linden. Noch heute steht dort eine sehr alte Linde, so dass das Walderbacher Taufbuch 1646 den Ort richtig mit „ab der Linden“ nennt. Linden gehörte einst zu Walderbach.
Auf Gemeindegebiet existieren zwei Gemarkungen: Reichenbach und Tiefenbach.
Zum 1. November 2013 kam ein Stück des aufgelösten gemeindefreien Gebiets Einsiedler und Walderbacher Forst zum Gemeindegebiet hinzu.

## Geschichte

### Namensherkunft
Reichenbach, mundartlich: raichawo/raichaboch; seit 1118. Frühere Ortsnamen: 1122 Richinbach; 1283 Richenwach; 1317 Reichennbach; 1392 Reychenbach.

Die nächstgelegene Erklärung für den Ortsnamen Reichenbach: Siedlung am reichen Bach. Die Bedeutung wasserreich kommt wohl nicht in Frage, da dieser Bach in der Trockenzeit fast wasserlos war, also bleibt nur die Bedeutung „fischreicher Bach“. Die Fischerei im Regen spielte in früheren Jahrhunderten bei dem großen Bedarf der nahen Klöster und bei den vielen fleischlosen Tagen eine weit größere Rolle als heute.

### Vor- und Frühgeschichte
Die ersten Menschen in der Umgebung von Reichenbach dürften sich bereits seit der Altsteinzeit aufgehalten haben. Dies belegen Funde wie Jagdwaffen und Opfersteine in den umliegenden Ortsteilen.

### Erste Belege
Die Siedlung im Tal des Regenflusses, an einer Furt gelegen, war schon im frühen Mittelalter Mittelpunkt eines grundherrschaftlich organisierten und verwalteten Bezirks. 1118 erfolgte die Gründung des Klosters Reichenbach und seither verbinden sich die Geschichte des Orts und jene des Klosters.

### Mittelalter (Zeit bis 1600)
Reichenbach erlebte in den ersten Jahrzehnten seines Bestehens eine frühe Blüte. Nachdem die Wittelsbacher 1204 die Vogtei übernommen hatten, verlor Reichenbach seine regionale Bedeutung. Im 14. Jahrhundert vollzog sich eine Wende zum Besseren. Anfang des 15. Jh. wurde das Kloster weitgehend neu im gotischen Stil erbaut und mit Befestigungsanlagen umgeben. Diese verhinderten 1428 und 1433 die Hussiteneinfälle.
Aufgrund des Prinzips Cuius regio, eius religio stand es nach 1555 dem Landesherrn zu, die Religion seiner Untertanen zu bestimmen. So wurde durch Ottheinrich, der von 1556 bis 1559 als Pfälzer Kurfürst amtierte, das lutherische Bekenntnis verbindlich gemacht. Das Kloster wurde 1556 aufgehoben. In Reichenbach oblag es Johannes Hagnus, Absolvent der Universität Wittenberg, die evangelische Kirchenordnung durchzusetzen. Während der anschließenden Regierungszeit von Kurfürst Friedrich III. (1559–1576), der ein Anhänger der reformierten, calvinistischen Richtung des Protestantismus war, wurde Hagnus wie andere lutherische Geistliche entlassen. Die calvinistischen Bilderstürmer vernichteten um 1570 im Reichenbacher Kloster viele Kunstwerke.

### Neuzeit
Ab 1626 erfolgte durch den neuen Landesherrn, das Kurfürstentum Bayern, die Rekatholisierung Reichenbachs. 1661 zogen unter kurfürstlicher Administration erneut Benediktiner in das Kloster ein, die ab 1669 unter der Verwaltung von St. Emmeram in Regensburg standen. Erst 1695 war das Kloster wieder eine selbstständige Abtei und erlebte eine zweite Blüte.
Mit der Säkularisation und der Auflösung des Klosters im Jahre 1803 endete die rege wissenschaftliche und literarische Tätigkeit der Reichenbacher Benediktiner. Die Kirche ist seitdem eine Filialkirche der Pfarrei Walderbach. Das Kloster ging zunächst in Staatseigentum über, ehe 1820 die Gebäude versteigert wurden. Die Klostergebäude fanden unterschiedliche Verwendungen, u. a. gründete Heinrich Waffler 1841 eine Steingutfabrik, die er bis 1863 betrieb.
Am 20. Februar 1882 wurde die Freiwillige Feuerwehr Reichenbach aufgrund mehrerer Brände in der Ortschaft gegründet. 1890 übernahmen die Barmherzigen Brüder die Gebäude und richteten eine Heil- und Pflegeanstalt für geistig und körperlich Behinderte ein.

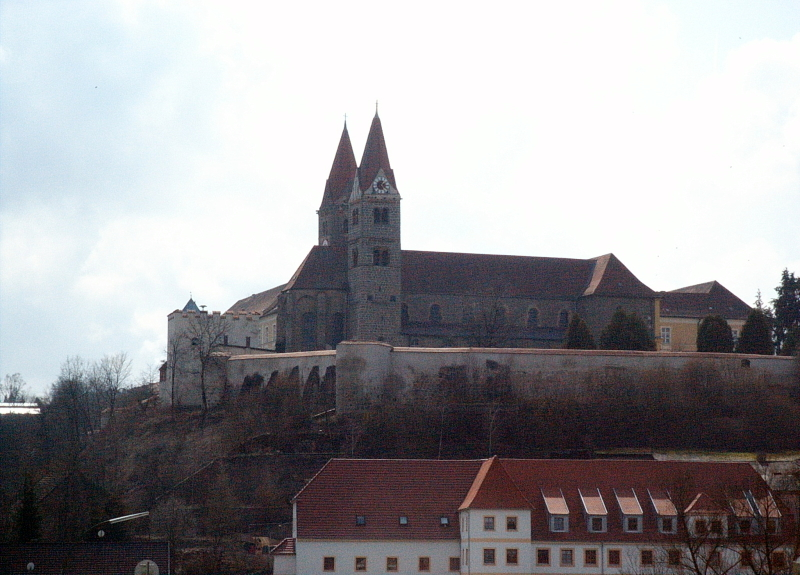
Blick auf das Kloster Reichenbach

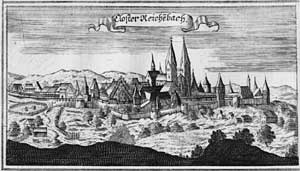
Stich des Klosters aus dem „Churbaierischen Atlas“ des Anton Wilhelm Ertl 1687

1893 begann das Kloster mit dem Betrieb einer eigenen Brauerei. Zu Beginn der Karwoche ging man an die geplante Errichtung der neuen und größeren Wasserleitung. Diese war fast zwei Kilometer lang. Viele Bürger der Gemeinde leisteten dabei unentgeltliche Fahrdienste. Die Quellen befanden sich beim Windhof. 1897 in der Nacht vom 23. auf den 24. September brach in den Klostergebäuden ein Feuer aus. Der Brand breitete sich mit rasender Geschwindigkeit aus, 140 Pfleglinge mussten evakuiert werden. Eine große Hilfe war nun die Wasserleitung, denn die angrenzenden Weiher waren schon nach kurzer Zeit leergepumpt. Acht Tage lang wütete das Feuer und noch nach sechs Wochen wurden glühende Trümmer aus dem angefallenen Schutt herausgezogen. Das Feuer forderte zwar kein Menschenleben, jedoch war das Kloster nur noch eine rauchende Ruine. Die Bevölkerung von Reichenbach leistete beim Wiederaufbau alle nur denkbare Hilfe. Gegen Weihnachten 1897 konnten die nach Straubing und Attl verlegten Pfleglinge wieder zurückgebracht werden. Daraufhin wurde 1898 ein ständiger Nachtwächter in Reichenbach angestellt.
Im Jahre 1900 wurde die Bierschenke im Kloster geschlossen. Für Waschhaus und Wurzgarten im Kloster wurde eine eigene neue Wasserleitung eingerichtet, da die im Jahr 1893 angelegte bei trockener Witterung nicht genügend Wasser lieferte. Im Jahre 1908 wurde unter Pater Eberhard Forstner aus Kaisheim das Reichenbacher Leichenhaus gebaut. Zu dieser Zeit machte Reichenbach große Fortschritte. In der Nähe des Klosters ließ er einen Hopfengarten anlegen, dessen Ertrag völlig ausreichte, um den Bedarf der Brauerei des Klosters zu decken. Außerdem wurde zwischen Windhof und Wald ein Granitsteinbruch entdeckt, bei welchem zugleich eine Feldschmiede errichtet wurde. Das größte und beste Werk des Priors aber war die Erbauung der Straße Kienleiten-Roßbach (die heutige Kreisstraße CHA 25). Die Wegeverhältnisse in Reichenbach waren denkbar schlecht. Die einzige Zufahrt ins Kloster führte durch das Dorf (Pfisterstraße). Bei der Durchführung gab es massive Schwierigkeiten mit den Anrainern. 1911 wurde unter Prior Frater Sympert Fleischmann die Infrastruktur im Ort verbessert. Sein Hauptaugenmerk war, die Weiterführung der Straße nach Roßbach voranzutreiben. Nun führte durch Reichenbach eine breite Straße. Die Hälfte des Dorfes wurde kanalisiert. Für etwa 20 Häuser in Reichenbach wurde eine Wasserleitung gebaut. Diese Wasserleitung war bis zur Einführung der Kreiswasserversorgung 1967 in Betrieb. Die Benutzer durften das Wasser zuletzt nur in abgekochten Zustand verwenden, weil darin immer wieder Bakterien festgestellt wurden.
Der Erste Weltkrieg (1914–1918) forderte auch in Reichenbach seine Opfer. Die Männer des Ortes und auch 23 Brüder wurden in den Militärdienst eingezogen, wobei 25 den Krieg nicht überlebten und 5 vermisst waren. Während des Krieges waren die Lebensmittel schon sehr knapp geworden. Deshalb gab man auch in Reichenbach Lebensmittelkarten aus. Auch nach dem Krieg hielt dieser Zustand noch lange an. Hinzu kam die Inflation, die das Geld wertlos machte.
Ab 1919 wurde eine elektrisch betriebene Mahlmühle in Betrieb genommen, der 1943 auf behördliche Anweisung eingestellt werden musste. 1920 erstrahlte das Kloster Reichenbach im hellen Glanze. Am ersten Maisonntag hatte endlich das elektrische Licht Einzug gehalten. Der Strom wurde aus Dampf erzeugt.
Im Jahre 1921 wurde mit Rücksicht auf den herrschenden Wohnungsmangel in der Gemeinde Reichenbach ab dem 1. März jeder Zuzug von auswärts verboten. Im Jahre 1922 wurde die Wasserturbine am nahe gelegenen Fluss Regen verbessert. 1923 wurde dann in der ganzen Gemeinde das elektrische Licht eingeführt. Die Währungsreform 1923 brachte eine große Verbesserung. Im Jahre 1924 wurde das Kloster in der Nacht vom 2. auf den 3. März von einem verheerenden Brand heimgesucht. Die Holzlege und die Scheune brannten vollständig nieder. Sämtliche Vorräte an Futter, Stroh, ferner viele Wagen und Pflüge gingen Verloren. Schon am 5. März verkündete die Klosterglocke wieder einen Brand. Diesmal stand eine Scheune in Kienleiten in Brand. Durch tapferes Eingreifen konnte an diesem Tag das Wohnhaus gerettet werden. Am 7. März, zwei Tage später, gab es einen dritten Feueralarm. Nun brannte noch das danebenstehende Wohnhaus nieder.
1924 wurde ein klostereigenes Sägewerk errichtet. Während der Fertigstellungsphase des Wasserkraftwerkes am Regen traten zwei Hochwasser ein. Der Regen wälzte ungeheure Wassermassen heran und das Gebäude drohte einzustürzen. Durch diese Naturereignisse verzögerte sich der Bau, der schließlich 1926 vollendet wurde. Sie leistete jetzt 20 PS. 1927 beschloss der Gemeinderat ab 1. Juli die Erhebung einer Biersteuer, pro Hektoliter 1 Reichsmark. Mit Wirkung vom 11. Dezember 1927 wurde auf Antrag des Klosters die Steuer für Bier auf 50 Pfennig ermäßigt.
Ab 1933/34 blieben auch Reichenbach und das Kloster vom Terrorregime des Nationalsozialismus nicht verschont, Behinderte galten damals als „lebensunwert“ und so blieben auch hier menschenverachtende Gräueltaten nicht aus. Auch jetzt mussten Männer in den Krieg ziehen. 31 sind hierbei gefallen und 6 waren vermisst. Im Gegensatz zum Ersten Weltkrieg war im Zweiten Weltkrieg auch die Zivilbevölkerung direkt von den Kriegshandlungen betroffen und musste des Öfteren ihre Häuser verlassen und Schutz im alten Felsenkeller neben der Bergkapelle suchen.
Als Nittenau bombardiert wurde, waren unter den Schwerverletzten und Todesopfern auch Reichenbacher Bürger. Wegen der Luftangriffe mussten die Fenster von innen verdunkelt werden. Dies war Pflicht und wurde streng kontrolliert. Fremdarbeiter aus besetzten Gebieten des Deutschen Reiches wurden auch in Reichenbach in landwirtschaftlichen Betrieben eingesetzt. Es handelte sich vor allem um Polen und Franzosen.
1942 musste wieder Glockenzoll gezahlt werden, nur die kleinste Glocke verblieb im Turm.

### Nachkriegszeit und Moderne
Gegen Ende des Krieges befand sich im Kloster der Barmherzigen Brüder ein Wehrertüchtigungslager, in dem Hitlerjungen für den Dienst an der Front ausgebildet werden sollten. Kommandeur Trott wollte den herannahenden amerikanischen Truppen Widerstand leisten und ließ Panzersperren errichten. Die Antwort der Amerikaner war eindeutig: Sollte auch nur ein Schuss fallen, würde Reichenbach bombardiert werden. Daraufhin floh die Bevölkerung nach Hochgart. Trott floh ebenfalls, wurde jedoch kurze Zeit später von den Amerikanern in Falkenstein gefasst und erschossen.
Als die Alliierten heranrückten, wurde das Konzentrationslager Flossenbürg geräumt. Auf dem folgenden Todesmarsch kamen die Häftlinge auch durch Reichenbach. Da es Nacht war, ergriffen einige von ihnen die Chance und wagten bei der Brauerei Häring die Flucht. Manche von ihnen wurden sofort erschossen, wenige andere versteckten sich in Scheunen. Am 24. April 1945 besetzten amerikanische Truppen das Kloster Reichenbach. Für die Dorfbewohner und insbesondere die Kinder, welche noch nie einen Menschen mit anderer Hautfarbe gesehen hatten, waren die farbigen Soldaten überraschend. Die Besetzung Reichenbachs durch die Amerikaner verlief ohne größere Zwischenfälle. Auch das Dorf Reichenbach musste viele Flüchtlinge beherbergen. So wie im Ersten Weltkrieg wurden während des Krieges und auch nachher Nahrungsmittel nur auf Lebensmittelkarten ausgegeben. Die Dorfbewohner konnten sich teilweise selbst versorgen, da fast alle eine kleine Landwirtschaft betrieben.
1946 erfolgte die Wiedererrichtung des Wirtskreuzes und am 9. Juni wurde das Holzkreuz zum Abschluss der achttägigen Mission der Filiale Reichenbach geweiht. 1948 erfolgte die Währungsreform. Das Dorf wurde 1954 von einem Hochwasser heimgesucht. Die Regenbrücke war einen Tag lang nicht passierbar. 1959 brach am 22. April wiederum ein Großbrand auf dem Speicher des Ostflügels des Klosters Reichenbach aus. Der Großalarm rief etwa 20 Feuerwehren aus der Umgebung zur Brandstätte, auch die Berufsfeuerwehr aus Regensburg. Der damalige Landrat Sackmann mobilisierte hier sofort die maßgeblichen Stellen und leitete alle Sicherungsmaßnahmen für die gefährdeten Kunstgegenstände ein. Sogar eine Pioniereinheit der Bundeswehr aus Bogen wurde geschickt. Der Schaden war beträchtlich. Er lag bei 172.700,- DM (Um den Schaden zu ermessen: Der Wochenverdienst eines gut verdienenden Klostermitarbeiters betrug in dieser Zeit 35,00 DM/ca. 18 €).
Vermutlich war bereits vor der Gründung des Klosters Reichenbach 1118 ein Übergang über den Regen geschaffen worden, denn es führte auch eine Straße von Cham über Reichenbach und Roßbach nach Regensburg, Falkenstein und Straubing. Erstmals wurde die Reichenbacher Brücke 1743 bzw. 1744 erwähnt, als ein Hochwasser die Brücke beschädigte. 1750 riss ein Eisstoß die Holzbrücke weg. Danach mussten die Dorf- und Klosterbewohner mit Kähnen über den Regen setzen. Im Zuge der Säkularisation 1803 wurde vom Bayerischen Staat die Bauträgerschaft für die Brücke der Gemeinde Reichenbach übergeben. Das Hochwasser 1831 schwemmte die wieder errichtete Regenbrücke ein weiteres Mal fort. Die Erstellung einer neuen Brücke war lebensnotwendig, da jenseits des Regenflusses Felder, Hutweiden und Holz lagen und die Erträge sowieso kaum zum Überleben ausreichten. Für die Leute, die mit Pferden die Brücke befuhren oder sie zu landwirtschaftlichen Zwecken benutzen mussten, gab es den „Brückengulden“ bzw. „Brückenzoll“. Die Brücke war immer das größte „Sorgenkind“ der Gemeinde. Die Bürger protestierten stets gegen den zu entrichtenden Brückengulden und die Gemeinderäte wollten die Unterhaltspflicht der Brücke auf den Landkreis Roding abwälzen. Dies gelang schließlich 1924, wohl im Zuge des Ausbaues der Zubringerstraße (Districtstraße) zur neu errichteten Bahntrasse Falkenstein – Regensburg. (Aus dieser Zeit stammt auch der Ausbau der jetzigen Hauptstraße – umgangssprachlich „Neue Straße“ – die die jetzige Pfisterstraße als Hauptstraße ablöste. Der vormals schmale Weg, ähnlich dem Kirchsteig, wurde unter großem Protest der Anlieger und mit enormen Aufwand, stark verbreitert.) Auch der Kampf mit dem bayerischen Staat wurde beendet, so dass dieser Gelder zur Verfügung stellte, um eine neue Holzbrücke zu errichten. Nachdem die Löscharbeiten beim Klosterbrand 1959 durch die unzureichende Tragkraft der Holzbrücke behindert wurden, wurde ein weiterer Brückenbau begonnen. Von den 810.000 DM Gesamtkosten musste der Landkreis nur 70.000 DM an Eigenmitteln aufwenden. Die Gemeinde Reichenbach hatte lediglich 15.000 DM für die Brückenauffahrt zu leisten. Als die jetzige Brücke fertiggestellt war, galt sie als die modernste Spannbetonbrücke der Oberpfalz.
Die Volksschule in Reichenbach wurde mit Beginn des Schuljahres 1970/71 aufgelöst. Seitdem besuchen die Schüler der Gemeinde Reichenbach die Volksschule in Walderbach. Bis Kriegsende existierten die Gemeinden Reichenbach, Tiefenbach und Treidling. Letztere wurden im Jahr 1945 oder 1946 aufgelöst. Zur Gemeinde Reichenbach kamen die Weiler Linden, Tiefenbach, Heimhof, Windhof und Treidling (Namensbedeutung: Treideln, -ing). Anlässlich der Kreisgebietsreform, die am 1. Juli 1972 in Kraft trat, stimmte die Gemeinde der Landkreiszuteilung nach Cham unter dem Vorbehalt zu, dass die Gemeinde eine Verwaltungsgemeinschaft mit Wald und Walderbach mit dem Sitz in Reichenbach bilden könnte. Sollte die Gemeinde Walderbach sich der Stadt Roding anschließen und die Gemeinde Wald selbstständig bleiben, so wollte die Gemeinde Reichenbach Anschluss an die Stadt Nittenau und den Landkreis Schwandorf suchen. Eine Eingemeindung nach Roding wurde auf Grund der Entfernung von 15 km abgelehnt. Durch diese Gebietsreform verlor die Gemeinde Reichenbach 17,7 % ihrer Gesamtfläche. Die Weiler Forsting, Jägerhöhe, Treidling und Holzseige (außer Kaltenbach), später auch noch Tiefenbach, kamen zur Stadt Nittenau. Unter den fehlenden Gewerbesteuereinnahmen, u. a. des Steinbruches in Treidling, leidet die Gemeinde noch heute, da kein Ausgleich geschaffen wurde. Die Gemeinde Reichenbach blieb selbständig, bildete aber mit der Gemeinde Walderbach eine Verwaltungsgemeinschaft.
1975 schließlich erfolgte der Bau der Entwässerungsanlage (Kanalisation). Im Jahre 1976 entstanden die Johann-von-Gott-Werkstätten. Dies ist eine Werkstätte für Pfleglinge des Klosters, wie auch externer Pfleglinge. 1984 ging die Ära „Brauerei Härig Reichenbach“ zu Ende. Die Brauerei wurde 1756 gegründet. Die letzten Besitzer Anna und Georg Häring starben bereits 1978.
Im Jahr 1991 nahm der Kindergarten St. Paulus den Betrieb auf. Mitte Juli 1993 feierten die Gemeinde und das Kloster 875 Jahre Kloster Reichenbach. Im Laufe der Jahre wurden weitere Baugebiete ausgewiesen. 1998 fand die Einweihung der Familienkapelle Reisinger in Kienleiten zu Ehren der Heiligen Katharina statt. 1999 wurden im Rahmen des Städtebaus der „Markgraf-Dipold-Platz“ (Kirchplatz) und die Eustachius-Kugler-Straße saniert. Am 1. Januar 2000 pünktlich um 0:00 Uhr wurde die „Jahrtausendwende“ mit einem riesigen Feuerwerk im ehem. Klostergarten gefeiert. 2001 wurde die Kreisstraße CHA 25 (Hauptstraße) im Ortsbereich Reichenbach vollständig erneuert und ein Gehsteig gebaut. Im August des Jahres 2002 wurden Reichenbach und alle anderen Orte am Regenfluss von einem nie da gewesenen Hochwasser heimgesucht. Am Abend des 12. August begann die Feuerwehr den Jugendzeltplatz zu räumen. In der Nacht zum 13. August wurde Katastrophenalarm für den Landkreis Cham durch den Landrat Theo Zellner und den Krisenstab im Landkreis Cham ausgerufen. Bereits zu diesem Zeitpunkt wurde jedem klar, dass dieses Hochwasser alle Erwartungen übertrifft und zu einem neuen Jahrhunderthochwasser wird. Die höchste Meldestufe wurde bereits gegen 10 Uhr überschritten. Zeitgleich begann der Hochwassereinsatz in Reichenbach. Von 18 Uhr bis 2 Uhr des nächsten Morgens konnte der Pegel auf Grund der enormen Wassermassen nicht mehr gemessen werden. Die Messstation fiel aus. Die unteren Regenanlieger wurden stark in Mitleidenschaft gezogen. In einigen Straßen stand das Wasser teilweise zwei Meter oberhalb der Straßenoberfläche. Der Wasserpegel erreichte glücklicherweise wenige Zentimeter unter der Regenbrücke gegen 22 Uhr seinen Höhepunkt. So musste die Brücke nicht gesperrt werden.
Ein Jahr später wurde die Uferpromenade vollständig umgestaltet. 2005 qualifizierte sich die Gemeinde beim Wettbewerb „Unser Dorf hat Zukunft“ für den Kreisentscheid. An einem verregneten Tag im Jahr 2006 machte sich die Jury ein Bild des Ortes. Trotz des schlechten Wetters erhielt Reichenbach die Silbermedaille.

### Marktrechte
Im 15. Jahrhundert hatte Reichenbach den Status eines Marktes. Es gehörte territorial zum oberen Teil der Wittelsbacher Kurpfalz, der von der Residenzstadt Amberg aus verwaltet wurde.

## Einwohnerentwicklung
| Jahr:          | 1960 | 1970 | 1980 | 1990 | 1995 | 2000 | 2005 | 2010 | 2015 | 2019 | 2020 | 2021 | 2022 |
| -------------- | ---- | ---- | ---- | ---- | ---- | ---- | ---- | ---- | ---- | ---- | ---- | ---- | ---- |
| Einwohnerzahl: | 1131 | 1101 | 1104 | 1119 | 1176 | 1152 | 1199 | 1242 | 1301 | 1328 | 1334 | 1317 | 1340 |

## Religion
Anfang 2011 waren 95 % der Bevölkerung katholisch, 4,7 % evangelisch und 1,0 % gehörten anderen oder keiner Religionsgemeinschaft an.
Römisch-katholische Kirche

Die Katholiken gehören zur Pfarrei in Walderbach, die dem Bistum Regensburg zugeordnet ist. Neben der Klosterkirche Mariä Himmelfahrt und weitere Kapellen, wie z. B. die Hauskapelle Rosenkranzkönigin im Kloster der Barmherzigen Brüder, die Schmerzhafte Muttergottes-Bergkapelle (erbaut im Jahre 1935 aus Anlass der 800-Jahr-Feier der Konsekration der Klosterkirche), die Muttergottes-Feldkapelle in Linden (errichtet im Jahre 1950) und die Katharinenkapelle in Kienleiten (Errichtet von der Fam. Reisinger im Jahr 1998).
Evangelisch-Lutherische Kirche

Die evangelischen Christen in Reichenbach gehören der Evangelisch-Lutherischen Kirchengemeinde an.

## Politik und Verwaltung

### Gemeinderat
Der Reichenbacher Gemeinderat besteht aus 12 ehrenamtlichen Gemeinderäten und dem ehrenamtlichen Ersten Bürgermeister.
Die Kommunalwahlen am 15. März 2020 brachten folgendes Ergebnis:
| Partei/Gruppierung          | Stimmenanteil | Sitze |
| --------------------------- | ------------- | ----- |
| Reichenbacher Wählergruppen | 52,1 %        | 6     |
| CSU                         | 47,9 %        | 6     |

### Bürgermeister
Eduard Hochmuth (Reichenbacher Freie Wähler) wurde am 15. März 2020 mit 82,0 % der gültigen Stimmen zum Ersten Bürgermeister gewählt und trat das Amt am 1. Mai 2020 an. Er ist Nachfolger von Franz Pestenhofer, der von Mai 1996 bis April 2020 an der Spitze der Gemeinde stand.

### Wappen
| Wappen Gde. Reichenbach | Blasonierung: „In Silber über blauem Wellenschildfuß hin stehendern roten Drachen.“ |
| Wappen Gde. Reichenbach | Wappenbegründung: Der Ort Reichenbach, der stets in engster Beziehung zu dem im 12. Jahrhundert gegründeten Benediktinerkloster stand, hatte seit dein 15. Jahrhundert den Status eines Marktes, deren Verwaltung ein eigenes Siegel führte. Ein heute noch erhaltener, im frühen 17. Jahrhundert angefertigter Siegelstempel zeigt ein Wappen, das die dem Klostergründer von Reichenbach zugeschriebene Wappenfigur, den Drachen abbildet. Das Bild dieses überlieferten Wappens erinnerte an die enge Verbindung zwischen Ort und Kloster Reichenbach. Zur Dokumentation der Lage der Gemeinde am Regen wurde als Wassersymbol der sogenannte Wellenschildfuß gewählt, wodurch ein historisch und heraldisch gleichermaßen begründetes kommunales Hoheitszeichen gewonnen wurde. Wappenführung seit 1969 |

## Kultur und Sehenswürdigkeiten

### Bauwerke
- Kloster der Barmherzigen Brüder
- 1118 gegründete ehemalige Benediktinerabtei
- romanische Klosterkirche (Innenraum im Stil des Barock und Rokoko umgestaltet)
- Lourdesgrotte an der Apsis der Klosterkirche

Kirchen und Klöster:
Zahlreich sind die Zeugnisse früherer Volksfrömmigkeit, die in Wald und Flur zu finden sind. An einigen von ihnen werden heute noch Andachten und Gottesdienste gefeiert, so zum Beispiel am Marienplatz oder am sogenannten „Pfaffenstein“.
Am 9. Juni 1949 wurde das sog. „Wirtskreuz“ auf einer Anhöhe über der Ortschaft geweiht, welches Bewohner von Reichenbach zum Dank dafür errichtet haben, dass das Dorf in Kriegsgefahren verschont blieb. Es trägt die Inschrift „In diesem Zeichen wirst du singen – zum Dank für besonderen Schutz unseres Dorfes in Kriegsgefahr“ und wurde bereits im Jahre 1946 aufgestellt. Nach der Überlieferung muss dort schon 1914/1918 ein Kreuz gestanden haben, welches im Zeitraum zwischen 1939 und 1945 von fanatischen Gruppen zerstört worden war.
Seit 1998 lädt ein Kreuzweg, der den Sonnhofweg entlang zu dieser Gebetsstätte führt, Gläubige zum Verweilen im Gebet ein. Die Kreuzwegstationen wurden in liebevoller Kleinarbeit von Bewohnern und Mitarbeitern des Klosters der Barmherzigen Brüder künstlerisch gestaltet.
Die Marienverehrung spielte in Reichenbach von jeher eine wichtige Rolle. Davon zeugen unter anderem die Lourdesgrotte an der Apsis der Klosterkirche, die 1895 eingeweiht wurde, und die Bergkapelle in der Pfisterstraße. Letztere wurde 1935 erbaut. Der Felsenkeller neben der Kapelle diente den Dorfbewohnern im Zweiten Weltkrieg auch als Schutzbunker.
Seit 1998 lädt auch eine Kapelle in Kienleiten die Gläubigen zum Gebet ein. Sie wurde von der Familie Gerhard Reisinger nach einem Versprechen errichtet und ist der Heiligen Katharina geweiht.
Nicht wegzudenken aus dem kirchlichen Leben waren die Bittgänge, bei denen um gedeihliches Wetter und eine gute Ernte gebeten wurde. Zu diesen Anlässen kamen Gläubige aus Walderbach und Reichenbach zum Gebet zusammen. Einmal zogen die Reichenbach nach Walderbach, ein anderes Mal die Walderbacher nach Reichenbach, wobei ihnen die Gläubigen aus Reichenbach betend entgegengingen.
Ein Höhepunkt im Kirchjahr war sicherlich das Fronleichnamsfest, im Volksmund „Prangertag“ genannt. Der Weg, den die Prozession entlang ging, wurde mit sogenannten „Prangerstauden“ (Birken), Schilfgras und frischen Tannengrün mit Tüchern und Fähnchen geschmückt. Außerdem wurden Figuren aufgestellt und Heiligenbilder an den Hauswänden befestigt. Zwei Muttergottesstatuen, außerdem je eine Figur von Josef und Jesus wurden mit Blumen geschmückt und von Mädchen bei der Prozession mitgetragen. Zum „Prangertag“ gehörte es auch, dass man zum „Wirt“ oder zum „Häring“ zum traditionellen Bratwurstessen ging. Auch wenn die Bratwürste auf dem heutigen Speiseplan nichts Außergewöhnliches mehr sind, hat sich dieser Brauch bis heute erhalten.

### Musik
- Kirchenchor Reichenbach (seit 1993)
- Reichenbacher Klosterspatzen
- Mitarbeiterchor des Klosters Reichenbach

Sehenswürdigkeiten

- Marienplatz (Marienbild und Holzkreuz, im Wald gelegen, Platz für Andachten und Gottesdienste)
- Pfaffenstein (höchster Punkt im Ortsbereich, im Wald gelegen, Holzkreuz im Felsen, Platz für Andachten und Gottesdienste)
- Teufelsbuchs’n (Teufelsbuz’n) (steil aufragender Felsen mit einer kurzen Schliefröhre in Kienleiten; unter buz versteht man ein Wesen von verkümmertem Wachstum)

### Sport und Vereine
- Sportanlage des DJK Reichenbach
- Am 20. Februar 1882 wurde die Freiwillige Feuerwehr Reichenbach aufgrund mehrerer Brände in der Ortschaft gegründet. Verantwortungsbewusste Bürger schlossen sich zu einer Gemeinschaft zusammen und schafften Löschgeräte an. Der Ankauf der ersten Löschmaschine am 9. Juli 1882 war eine Handdruckpumpe. 56 Bürger gehörten zu den Gründungsmitgliedern. Es wurden Statuten aufgestellt, deren erster Zweck es war, bei Feuergefahr zum Schutze der Personen und deren Eigentum zunächst im Orte Reichenbach, sodann auch in der Umgebung Dienst zu leisten. Der erste „Commandant“ war Alois Pestenhofer. Zu jeder Zeit beteiligte sich die Freiwillige Feuerwehr Reichenbach an allen kirchlichen und gemeindlichen Festen sowie an den Gautagen im Landkreis.

### Regelmäßige Veranstaltungen
- Ostermarkt im Kloster Reichenbach
- Maifeier am Jugendzeltplatz
- Johannifeier am Jugendzeltplatz
- Dorfkirta im Wirtsgarten (Kirchweihfest)
- Christkindlmarkt (Weihnachtsmarkt) im Kloster Reichenbach

## Wirtschaft und Infrastruktur
Im Kloster der Barmherzigen Brüder Reichenbach leben über 400 Menschen mit körperlicher und geistiger Behinderung und es sind etwa 500 Mitarbeiter beschäftigt. Damit zählt es zu den wichtigsten Arbeitgebern in der Region. Darüber hinaus sind in Reichenbach ein Supermarkt mit Metzgerei, mehrere Schreinerei-Meisterbetriebe, ein Kfz-Meisterbetrieb, ein Karosseriebau- und Lackierbetrieb, ein Betrieb für Innenausbau und Akustikbau, eine Werbetechnik-Agentur und weitere Kleinbetriebe angesiedelt. Weiterhin gibt es zahlreiche kleine und große landwirtschaftliche Betriebe in Reichenbach.
Verkehr:
Die Gemeindeteile Reichenbach und Kienleiten sind durch eine Stahlbetonbrücke miteinander verbunden. Die Gemeinde Reichenbach liegt relativ nahe zu überörtlichen Verkehrsstraßen. Durch den Ort selbst verlaufen die Kreisstraßen CHA 25 (Hauptstraße) und CHA 27 (Bodensteiner Straße). Die Gemeindeteile Reichenbach und Kienleiten sind durch die Staatsstraße 2149 getrennt. Der Verkehr in diesem Kreuzungsbereich wird durch eine Ampel geregelt. Die Auffahrt zur neu gebauten B 16 (Roding–Regensburg) ist nur 3,5 km entfernt. Die Zufahrt zur B 85 (Schwandorf–Cham) ist ca. 15 km entfernt.

## Bildung und Wissenschaft
Der Kindergarten St. Paulus Reichenbach ist ein eingruppiger Ganztageskindergarten und ist vor allem auf die Bedürfnisse berufstätiger Eltern ausgerichtet. Er besteht seit dem 1. Oktober 1991. Betreut werden die Kinder ab dem dritten Lebensjahr aus dem Gemeindegebiet und der Beschäftigten der Einrichtung der Barmherzigen Brüder Reichenbach.
Die Gemeinde Reichenbach besitzt keine eigene Schule (mehr). Nur noch eine Berufsfachschule für Heilerziehungspflege ist in Reichenbach vorhanden. Diese ist im Kloster der Barmherzigen Brüder untergebracht. Die Schüler aus Reichenbach gehen nach Walderbach in die Grundschule und Hauptschule. Das nächstgelegene Gymnasium befindet sich in Nittenau (Regentalgymnasium). Die nächstgelegene Realschule ist die Staatliche Realschule in Roding.

## Medien
- Chamer Zeitung (Auflage: 10.215 gesamt) – Regionalausgabe des Straubinger Tagblattes/Landshuter Zeitung
- Bayerwald-Echo (Auflage: 16.170 gesamt) – Regionalausgabe der Mittelbayerischen Zeitung
- Regentalanzeiger
- Mitteilungsblatt der Gemeinde

## Persönlichkeiten
Persönlichkeiten, die vor Ort gewirkt haben

Alle hier aufgeführten Personen stehen in sehr enger Verbindung mit dem Kloster Reichenbach
- Markgraf Diepold III. von Vohburg (* 1075; † 1146), Klostergründer
- Pfalzgraf Otto I. von Pfalz-Mosbach (* 1390; † 1461)
- Anselm Meiller OSB (* 15. Februar 1678 Amberg; † 18. September 1761 Plankstetten)
- Georg Dengler (* 31. Dezember 1839 in München; † 8. Juni 1896 in Regensburg), Domvikar
- Pater Andreas Amrhein (* 4. Februar 1844 in Gunzwil; † 29. Dezember 1927 in Sankt Ottilien)
- Frater Eustachius Kugler (* 15. Januar 1867 in Neuhaus bei Nittenau; † 10. Juni 1946 in Regensburg), wurde am 4. Oktober 2009 in Regensburg seliggesprochen

Söhne und Töchter der Gemeinde
- Andreas von Regensburg (* um 1380 in Reichenbach am Regen; † nach 1442 in Regensburg), Chronist und Geschichtsschreiber